# 我孫子ゴルフ倶楽部
我孫子ゴルフ倶楽部（あびこゴルフくらぶ）は、千葉県我孫子市に所在するゴルフコースである。一般社団法人我孫子ゴルフ倶楽部が運営をおこなっている。

## 概要
1929年（昭和2年）、当時の千葉県東葛飾郡我孫子町の32歳の青年町長・染谷正治が、昭和金融恐慌の影響を受けて疲弊していた我孫子町の経済格差解消と発展を期した『大我孫子建設構想』を立ち上げた際に、当地に別荘を持ち度々在留していた東京朝日新聞（後の朝日新聞社）の杉村楚人冠にこの構想を打ち明けて相談した。杉村からは「ゴルフ場を造ったらどうだ」と勧められたため、染谷はゴルフ場建設を決意し、土地買収や建設に自ら東奔西走した。
染谷はゴルフ場建設にあたり、我孫子に別荘を持っていた嘉納治五郎にも協力を求めた。杉村と嘉納の力添えもあって、東京ゴルフ倶楽部の創立に関わった7代目森村市左衛門（森村学園2代目学校長）の紹介で浅野造船所重役だった加藤良を招聘し、ゴルフ場建設をスタートさせることに漕ぎ着けた。
加藤良は、我孫子の新ゴルフ場について、『平等で自由にして民主的且つ、エチケットマナーを重んじるゴルフ倶楽部にしたい』との思いから、アマチュアでありながら当時の日本ゴルフ界のスター選手であった赤星四郎と弟の赤星六郎にコースの設計を依頼した。赤星は利根川と手賀沼に挟まれた立地条件を生かし、アメリカ合衆国東海岸の名門ゴルフコースでプレーした経験を活かし戦略性の高いコース設計を目指した。そうした多くの人たちの努力が実り、1930年（昭和5年）2月着工、同年10月5日、9ホールにて仮オープンした後、18ホール造成が完了した1931年（昭和6年）10月18日に正式オープンとなった。
我孫子ゴルフ倶楽部は、第二次世界大戦時は海軍経理学校の接収を受けて農地転用されていたが、終戦と同時に軍の接収が解除となり、かつ連合国軍総司令部（進駐軍）からも接収されることがなかったために1948年（昭和23年）にゴルフ場への原状回復が成って再オープンとなった。この再オープンの時にアソシエート・メンバー制と法人会員制が導入された。
2013年（平成25年）、本コースは倶楽部創立100周年を見据えてアメリカ合衆国のコース設計家であるブライアン・シルバと造成家であるカイ・ゴールビーのふたりにコース大改造のデザインを依頼し、彼らの手により赤星六郎の設計思想を活かしつつ、10ヶ月に及ぶ大規模なコース改修を実施した。

## コースの特徴
我孫子ゴルフ倶楽部、利根川と手賀沼に挟まれた林間コースで、改修前の赤星兄弟による設計レイアウトは顎の深いサイドバンカー、クロスバンカーとこぢんまりとした砲台グリーンが特徴であった。そのため、競技者は飛距離よりもショートゲームでスコアメークすることが重要視され、とりわけこのコースをホームとしていた林由郎は我孫子で磨き上げたショートゲームで戦後から昭和40年代にかけて公式戦通算10勝を挙げるなど大活躍し、林の門下から青木功や佐藤精一など名だたるテクニシャンゴルファーを輩出したことから“我孫子流”の名が定着することとなった。
ブライアン・シルバとカイ・ゴールビーによるリノベーション後は、世界標準のコースを目指すことを意識したものとなり、2017年（平成29年）、本コースで開催された第50回日本女子オープンゴルフ選手権競技では畑岡奈紗（森ビル=当時）が大会最小ストロークの20アンダーを出す驚異的スコアで優勝した。

## 所在地
〒270-1137　千葉県我孫子市岡発戸1110

## コース情報
- 開場日 - 1930年10月5日
- 設計者 - 赤星 四郎・赤星 六郎
- 改造設計 - プライアン・シルバ
- 改造共同設計 - カイ・ゴールビー
- 面積 - 630,000m2（約19.0万坪）
- コースタイプ - 林間コース
- コース - 18ホールズ、パー72、6,923ヤード、コースレート72.8
- グリーン - 1グリーン、ベント
- プレースタイル - キャディ付歩行
- 練習場 - 18打席 230ヤード
- 休場日 - 毎週月曜日、12月31日、1月1日（月曜日が休日の場合は原則としてその翌日）[7][8]

## クラブ情報
- 理事長 - 三田芳裕
- ハウス面積 - 3,352m2（1,013.9坪）
- ハウス設計 - 株式会社竹中工務店
- ハウス施工 - 株式会社竹中工務店[8][8]

## 交通アクセス
- 鉄道 - 常磐線（JR東日本） - 天王台駅南口よりクラブバス利用 約5分
- 道路 - 常磐自動車道 - 柏ICより 14km[9]

## メジャー選手権
- 1949年（昭和24年） - 第17回 日本プロゴルフ選手権大会[10]
- 1950年（昭和25年） - 第15回 日本オープンゴルフ選手権競技大会[11]
- 1950年（昭和25年） - 第18回 日本プロゴルフ選手権大会[10]
- 1953年（昭和28年） - 第21回 日本プロゴルフ選手権大会[10]
- 2009年（平成21年） - 第42回 日本女子オープンゴルフ選手権[12]
- 2017年（平成29年） - 第50回 日本女子オープンゴルフ選手権[13]
- 2030年 - 第63回 日本女子オープンゴルフ選手権[14]

## エピソード
- 大利根と手賀沼に囲まれた我孫子は、昭和初期には「北の鎌倉」と言われ、作家の志賀直哉や武者小路実篤が居を構え、陶芸家のバーナード・リーチが住んでいた[15]。
- 現在も残っている「我孫子ゴルフリンクス平面図」の欄外には、「本設計ハ赤星四郎、六郎両氏ガ巧ミニ地形ヲ利用シテ……」との注釈がある[15]。
- 初代のクラブハウスは、9番グリーンのすぐ下にあったため、追い風の日はカレーライスにバンカーの砂が飛び込んだという挿話がある[15]。
- 「我孫子のバンカーは難しい」と恐れられた。小さくて固く背を丸めたグリーンで、ボールを止めるのが難しかった。だが、我孫子の名手とプロはクリアした[15]。
- 昭和21年10月7日、ガダルカナル島から復員した山本増二郎がプロ室入り口に「関東プロ協会」の標札を掲げ、林由郎も戻ってきた[15]。
- 月例会が会員18名で開催され、優勝者の賞品では「米1俵」や「豚1頭」の賞品が出た[15]。
- 我孫子ゴルフ倶楽部は、プロ復活で先頭を切ったが、アマチュア界でも三好徳行、小栗市三、森本弘、ハーバード・チャックなどが競い合った[15]。

## 関連文献
- 『週刊ダイヤモンド』、「Good Shot!--週刊ダイヤモンドが選んだ日本のベスト・コース150(25)第19位 我孫子ゴルフ倶楽部」、東京 ダイヤモンド社、2002年11月、2020年7月15日閲覧
- 『社団法人我孫子ゴルフ倶楽部75年史』、我孫子ゴルフ倶楽部記念誌編集部会編、2006年1月、2020年7月15日閲覧
- 『ゴルフ場ガイド 東版』2006-2007、「我孫子ゴルフ倶楽部（千葉県）」、東京 ゴルフダイジェスト社、2006年5月、2020年7月15日閲覧
- 『赤星六郎アーカイブス赤星六郎アーカイブス』、デジタル化有志の会編、2009年7月、2020年7月15日閲覧
- 『月刊ゴルフマネジメント』、「日本ゴルフコース設計者協会Present's コース改造設計のオピニオン・プラザ(第1回)我孫子ゴルフ倶楽部の巻」、東京 一季出版、2013年7月、2020年7月15日閲覧
- 『美しい日本のゴルフコース BEAUTIFUL GOLF CULTURE IN JAPAN 日本のゴルフ110年記念 ゴルフは日本の新しい伝統文化である』、美しい日本のゴルフコース編纂委員会編、「我孫子ゴルフ倶楽部」、東京 ゴルフダイジェスト社、2013年12月、2020年7月15日閲覧
- 『観光施設』、「佐野桃子の観光インタビュー(44)我孫子ゴルフ倶楽部 理事長 小川晃弘様」、佐野桃子・小川晃弘著、国際観光施設協会編、2019年、2020年7月15日閲覧